# ستيفاني باتون
ستيفاني باتون (بالإنجليزية: Stephanie Patton)‏ هي رسامة أمريكية، ولدت في 1969 في نيو أورلينز في الولايات المتحدة.